# Mónica y su pandilla (serie animada)
Mónica y su pandilla (Turma da Mônica, también llamado Mónica y sus amigos en el canal de YouTube) es una serie animada brasileña basada en la tíra cómica del mismo nombre creado por Mauricio de Sousa.
Con episodios producidos desde 1976, puede ser considerada de más larga producción del segmento en el país.
En España, esta serie se emitió en el canal Punt 2, doblada en valenciano.
En América Latina, la serie fue estrenada en Cartoon Network el 27 de junio de 2004 hasta el 2023, en Boomerang desde el 1 de octubre de 2014 hasta el 30 de noviembre de 2021 tras ser cerrado y remplazado, en Tooncast en los años 2010, en Cartoonito el 1 de diciembre de 2021 hasta el 31 de julio de 2025, y también esta disponible en HBO Max.

## Regreso y estreno enDiscovery Kids
Luego de cuatro años de ausencia, la nueva temporada de Mónica y su pandilla se estrenará el 11 de agosto, pero con un giro importante, esta vez no se transmitirá ni por Cartoon Network ni por Cartoonito (canales donde se transmitieron las temporadas anteriores), sino que la serie ahora se trasladá a Discovery Kids Latinoamérica a partir del 11 de agosto de 2025, y así terminando la relación de Mónica y su pandilla en Cartoon Network luego de 20 años en el canal.

## Personajes principales
- Mónica (Marli Bortoletto) - El personaje central de la serie. Invocada, dientona y siempre con un conejito de peluche azul llamado Sansón, es inspirada en la hija de Mauricio de Sousa, también llamada Mônica, y que también tenía un conejito de peluche con el cual jugueteaba cuando tenía dos años de edad. Querida por todos los niños del Barrio del Limonero, Mónica tiene una gran fuerza y es considerada la "Dueña de la Calle". Frecuentemente, la chica tiene su posición contestada por el club de los niños, formado por Cebollita, Cascarón, Jeremías, Xavier, Francisco y otros chicos del Limonero, más posee una gran pasión secreta por Cebollita. Su mejor amiga es Magáli, una niña golosa, también inspirada en una de las hijas de Mauricio.
- Cebollita (Angélica Santos) - El principal oponente de Mónica. Es famoso por tener sólo cinco hilos de cabello (de ahí su nombre) y por hablar intercambiando la R por la L. Siempre está buscando una forma de atrapar el conejito de Mónica, Sansón, así como creando planes infalibles para derrotarla y hacerse el Dueño de la Calle, más en el fondo él posee un interés amoroso por Mónica. También es el único que tiene dedos en los pies a diferencia de los otros personajes.
- Cascarón (Paulo Cavalcante) - Su principal característica es su manía de no tomar baño y su pasión por la suciedad. Varios villanos lo persiguen para acabar con su "invencibilidad", como el Dr. Limpio, las gemelas Cremilda y Clotilde y principalmente, Capitán Feo - su tío supervillano, dominado por la suciedad y que vive en el agotamiento. Adora jugar fútbol, siendo el más habilidoso de la pandilla. Es el novio de Maria Cascuda. Aún a disgusto, está siempre al lado de Cebollita en sus planes infalibles contra Mónica.
- Magáli (Elza Gonçalves) - Es la mejor amiga de Mónica y su característica principal es su apetito voraz. Come de todo y siente hambre todo el tiempo. A pesar de eso, es vista como flaca por sus amigos y nunca engorda. Adora la sandía y siempre se viste con un vestido amarillo. Así como Mónica, Cascarón y Xavier, no usa zapatos, dejando a la muestra sus pies sin ellos. Es la única niña zurda de la pandilla.

## Doblaje

### Mónica y su pandilla
| Personaje                    | Original | Doblaje Español                                                                                         |
| ---------------------------- | --- | --- |
| Mónica                       | Maria Amélia (1976–1982) Marli Bortoletto (1983–presente)                                                                          | Mildred Barrera (2013-presente)                                                                         |
| Cebollita                    | Ivete Jayme (1976–1982) Angélica Santos (1983–presente)                                                                            | Diana Peréz (2013-2020) América Torres (2021-2022) Diego Becerril (2022-presente)                       |
| Cascarón                     | Isaura Gomes (1976–1982) Paulo Cavalcante (1983–presente)                                                                          | Patricia Acevedo (2013-2020) Laura Torres (2021-presente)                                               |
| Magáli                       | Silvia Marino (1982) Elza Gonçalves (1983–presente)                                                                                | Adriana Núñez (2013-2020) Nycolle González (2021-presente)                                              |
| Milena                       | Livia Graciano (2020–presente) | |
| Francisco (España: Franjito) | Orlando Viggiani (1982–1983) Sibele Toledo (1986–presente) Rodrigo Andreatto (2004) Marli Bortoletto (2011; 2017-presente)         | Bruno Coronel (2013-presente)                                                                           |
| Angelito                     | Denise Simonetto (1976–1983) Sibele Toledo (1986-2002, 2017-presente) Alice Cardoso (2004–2012) Marli Bortoletto (2012–2015)       | Maggie Vera (2014-presente)                                                                             |
| Xavier                       | Marcelo Sousa (1983–2012) Alex Minei (2012–presente)                                                                               | Ricardo Bautista (2014-presente)                                                                        |
| Tití                         | Márcia Gomes (1986–1987) Marcelo Sousa (2004–2015) Paulo Leite (2014) Ítalo Luiz (2017–presente)                                   | Isabel Romo (2014-2016) Vanessa Olea (2018-presente)                                                    |
| Jeremías                     | Márcia Gomes (1986–1987) Marcelo Sousa (2004) Bruno Días (2004–presente)                                                           | Alberto Bernal (2014-presente)                                                                          |
| Dudú                         | Fátima Noya (1995–1996) Vyni Takahashi (2012–2019) Caio Mariano (2019) Mariana Zink (2021–presente)                                | Mariana Ortiz (2014-2016) Marysol Cervantes (2018-2020) Analiz Sánchez (2021-presente)                  |
| Quim (Quique)                | Alex Minei (2005–presente) | Rossy Aguirre (2014-presente)                                                                           |
| Cascuda                      | Letícia Quinto (1988, 2019–presente) Sibele Toledo (2003–2015)                                                                     | Jennifer Medel (2016-presente)                                                                          |
| Carmina Frufrú               | Patrícia Mendonça (2004–2005) Aline Oliveira (2007–2012) Sibele Toledo (2013–2015)                                                 | Angélica Villa (2014-presente)                                                                          |
| Denise                       | Alice Cardoso (2004–2005) Sibele Toledo (2007–2015) Bianca Alencar (2017–presente)                                                 | Alicia Barragán (2014-presente)                                                                         |
| Anita                        | Alice Cardoso (2004–2017) Márcia Regina (2018–presente)                                                                            | |
| Manolo                       | Angélica Santos (2012–2018) Gabriel Noya (2019–presente)                                                                           | |
| Doña Luisa                   | Marli Bortoletto (1989–presente)                                                                                                   | Adriana Casas (2014-presente)                                                                           |
| Sr. Sousa                    | Mauricio de Sousa (1989–presente) Márcio Ribeiro (2004)                                                                            | Bardo Miranda (2014-presente)                                                                           |
| Doña Cebolla                 | Marli Bortoletto (1986–presente) Isaura Gomes (1987)                                                                               | Karla Vega (2014-presente)                                                                              |
| Sr. Cebolla                  | Élcio Sodré (1986–1987) Gilberto Baroli (1987) Carlos Seidl (1989-2002) Marcelo Sousa (2004–2010) Paulo Cavalcante (2011–presente) | Ricardo Mendoza (2014-presente)                                                                         |
| Doña Lulu                    | Elza Gonçalves (1986–presente) Angélica Santos (2007)                                                                              | Isabel Romo (2014-presente)                                                                             |
| Sr. Antenor                  | João Boy (1989–2007) Paulo Cavalcante (2008–2013) Pedro Leche (2014–2018)                                                          | Roberto Mendiola (2014-presente)                                                                        |
| Doña Lina                    | Elza Gonçalves (1989–presente) | Pamela Cruz (2014-2020) Rocío Canseco (2021-presente)                                                   |
| Sr. Carlito                  | Paulo Cavalcante (1989–2012) Alex Minei (2012–presente)                                                                            | Carlos Torres (2014-presente)                                                                           |
| Doña Cecília                 | Bruna Beninni (2012–presente) | |
| Maria Cebollita              | Marli Bortoletto (1989–presente)                                                                                                   | |
| Xabeú                        | Priscila Ribeiro (2002–2003) Letícia Bortoletto (2009–presente)                                                                    | Betzabé Jara (2014-2021) Erica Edwards (2016, La Sortija de la Discordia) Liliana Barba (2021-presente) |
| Fabián                       | Yakko Sideratos (2009–presente) | Rossy Aguirre (2014-presente)                                                                           |
| Ricardito                    | Pedro Bellini (2008–presente) | Isabel Martiñón (2014-presente)                                                                         |
| Ronaldito                    | Sibele Toledo (1997–presente) | |
| Dorita                       | Sibele Toledo (2012–presente) | Nycolle Gonzaléz (2014-2015) Karen Romero (2021-presente)                                               |
| Luca                         | Pedro Abeto de Sousa (2007–presente)                                                                                               | |
| Bidú                         | Mauricio de Sousa (1976–presente) Mateus Ueta (2013) Hugo Picchi (2021)                                                            | |
| Loco                         | Marcelo Sousa (1998–presente) | Francisco Klee (2014-2020)                                                                              |
| Humberto                     | Marcelo Sousa (1983–presente) | |
| Nimbus                       | Sibele Toledo (2009) Pedro Volpato (2018–presente)                                                                                 | Dolores Mondragón (2014-presente)                                                                       |
| Contreras                    | Márcio Araújo (2002–presente) | |
| Marina                       | Marina Sousa (2012–presente) | Annie Rojas (2014-presente)                                                                             |

## Mónica Toy
Mónica Toy es una webserie derivada lanzada en mayo de 2013 y distribuida en la internet, por el canal oficial del Youtube de la Turma da Mônica.
Los personajes de Mónica y su pandilla son representados en trazos chibi y viven situación.